# Le Maître de Taekwondo
Pour plus de détails, voir Fiche technique et Distribution.
Le Maître de Taekwondo (女子跆拳道群英会, Nu zi tai quan qun ying hui) est un film hongkongais réalisé par John Woo et sorti en 1975.

## Synopsis
Deux hommes, chacun expert en arts martiaux — le premier en arts martiaux chinois (kung-fu) et l’autre en taekwondo (Corée du Sud) — deviennent amis. Mais un jour arrive une belle jeune fille. Son arrivée ravive leur rivalité.

## Fiche technique
- Titre francophone : Le maître de Taekwondo
- Titres anglophone : The Dragon Tamers et Belles Of Taekwondo
- Titre original : 女子跆拳道群英会, Nu zi tai quan qun ying hui
- Réalisation et scénario : John Woo
- Musique : Joseph Koo
- Société de production : Golden Harvest
- Pays de production : Hong Kong
- Format : Couleurs - 2,35:1 - Mono - 35 mm
- Genre : kung-fu, action
- Durée : 107 minutes
- Dates de sortie[1] :
  - Hong Kong : 15 mars 1975

## Distribution
- Chen Chuan
- Chi Chu Chin
- Keiko Hara
- Sammo Hung Kam-Bo
- Han Jae Ji
- Kim Chang-suk
- Wang Kuk Kim
- Chie Kobayashi
- Lee Dae-yeob
- Park Seong-jae
- Nami Saijo
- Bao Tan
- James Tien
- Carter Wong
- Yeon-jeong Woo
- Wei Yang
- Yuen Wah